# Okres Lushnjë
Okres Lushnjë (albánsky Rrethi i Lushnjës) je okres v Albánii. Má 143 000 obyvatel (2004, odhad) a rozlohu 712 km². Nachází se na západě země, jeho hlavním městem je Lushnjë. Dalším městem, které se v okrese nachází, je Rrogozhinë.